# Night Shift (computerspel)
Night Shift is een computerspel dat werd ontwikkeld door Attention to Detail Limited en uitgegeven door LucasArts (voorheen Lucasfilm Games). Het spel kwam in 1990 uit voor een aantal homecomputers. Het spel is een combinatie van platformspel en puzzelspel.

## Spel
De speler bestuurt via het toetsenbord een personage (Fred en Fiona FixIt) die een speelgoedfabriek altijd draaiend moet houden. Het spel speelt zich af in een fictief bedrijf IML (parodie op Industrial Light & Magic, een echt bedrijf van Lucasfilm). Het spel bestaat uit zes shifts met ieder hun eigen opdrachten. In totaal zijn er 30 levels.

## Platforms
| Jaar | Platform                                      |
| ---- | --------------------------------------------- |
| 1990 | Amiga, Atari ST, Commodore 64, DOS, Macintosh |
| 1991 | Amstrad CPC, ZX Spectrum                      |

## Ontvangst
| Beoordeeld door                | Platform     | Datum            | Score |
| ------------------------------ | ------------ | ---------------- | ----- |
| Atari ST User                  | Atari ST     | maart 1991       | 89%   |
| ST Format                      | Atari ST     | maart 1993       | 86%   |
| Commodore Force                | Commodore 64 | september 1993   | 83%   |
| MegaZone                       | Amiga        | februari 1991    | 82%   |
| Computer and Video Games (CVG) | Amiga        | december 1990    | 81%   |
| PC Leisure                     | DOS          | november 1990    | 80%   |
| Amiga Joker                    | Amiga        | januari 1991     | 72%   |
| Retrogaming.it                 | DOS          | 15 juli 2008     | 70%   |
| Datormagazin                   | Amiga        | 14 februari 1991 | 60%   |
| Atari ST User                  | Atari ST     | december 1993    | 47%   |